# Op fietse
Op fietse (Drents voor 'op de fiets') is een nummer van de Drentse band Skik, afkomstig van het debuutalbum Niks is zoas 't lek uit 1997. Het nummer, geschreven door Daniël Lohues,  werd in augustus van dat jaar op single uitgebracht.

## Achtergrond
De single werd in Nederland destijds veel gedraaid op de landelijke radiozenders en werd een grote hit. De single kwam op 1 november 1997 binnen in de Nederlandse Top 40 op destijds Radio 538, alwaar de single 7 weken in de lijst bleef staan. De hoogste notering was de 29e positie. In de publieke hitlijst; destijds de Mega Top 100 op Radio 3FM, kwam de single op 27 september 1997 binnen en stond 16 weken genoteerd met als hoogste notering de 30e positie. 
In België behaalde de single geen notering in zowel de Vlaamse Ultratop 50 als de Vlaamse Radio 2 Top 30. Ook in Wallonië werd geen notering behaald. 
Als bonustrack is aan deze single het nummer Benidaorumme toegevoegd. Dit nummer werd geschreven en live opgenomen op donderdag 17 juli 1997 tijdens de rechtstreekse radio uitzending van de Arbeidsvitaminentour op Radio 3FM in Spanje, vanaf Camping El Delfin Verde, Toroella de Montgri.
Het nummer beschrijft een fietstocht door Zuidoost-Drenthe (de geboortestreek van Daniël Lohues) en een stukje Duitsland. Deze tocht werd later de basis van een toeristische fietstocht van de Drentse VVV: de Skik-route.
Sinds de editie van december 2003 staat de single genoteerd in de jaarlijkse NPO Radio Top 2000 van de Nederlandse publieke radiozender NPO Radio 2, met als hoogste notering een 181e positie in 2009.

## Trivia
- In 2005 werd Op fietse verkozen tot beste Drentse liedje ooit.
- In 2008 speelde Lohues het nummer tijdens de uitvaart van Relus ter Beek.
- Op fietse is in 2005 gebruikt in een reclamespot voor Calvé pindakaas en in 2014 in een reclamespot voor ING.

## Hitnoteringen

### Nederlandse Top 40
| "Op fietse" in de Nederlandse Top 40 - binnen: 01-11-1997 | "Op fietse" in de Nederlandse Top 40 - binnen: 01-11-1997 | "Op fietse" in de Nederlandse Top 40 - binnen: 01-11-1997 | "Op fietse" in de Nederlandse Top 40 - binnen: 01-11-1997 | "Op fietse" in de Nederlandse Top 40 - binnen: 01-11-1997 | "Op fietse" in de Nederlandse Top 40 - binnen: 01-11-1997 | "Op fietse" in de Nederlandse Top 40 - binnen: 01-11-1997 | "Op fietse" in de Nederlandse Top 40 - binnen: 01-11-1997 | "Op fietse" in de Nederlandse Top 40 - binnen: 01-11-1997 |
| Week                                                      | 1                                                         | 2                                                         | 3                                                         | 4                                                         | 5                                                         | 6                                                         | 7                                                         |                                                           |
| --------------------------------------------------------- | --------------------------------------------------------- | --------------------------------------------------------- | --------------------------------------------------------- | --------------------------------------------------------- | --------------------------------------------------------- | --------------------------------------------------------- | --------------------------------------------------------- | --------------------------------------------------------- |
| Nummer                                                    | 38                                                        | 34                                                        | 29                                                        | 31                                                        | 32                                                        | 40                                                        | 40                                                        | uit                                                       |

### Mega Top 100
Hitnotering: 27-09-1997 t/m 17-01-1998. Hoogste notering: #30 (2 weken).

### NPO Radio 2 Top 2000
| Nummer met noteringen in de NPO Radio 2 Top 2000 | '03  | '04 | '05 | '06 | '07 | '08 | '09 | '10 | '11 | '12 | '13 | '14 | '15 | '16 | '17 | '18 | '19 | '20 | '21 | '22 | '23 | '24 |
| ------------------------------------------------ | ---- | --- | --- | --- | --- | --- | --- | --- | --- | --- | --- | --- | --- | --- | --- | --- | --- | --- | --- | --- | --- | --- |
| Op fietse                                        | 1082 | 526 | 328 | 432 | 299 | 445 | 181 | 279 | 315 | 314 | 324 | 273 | 311 | 339 | 401 | 374 | 318 | 355 | 353 | 328 | 311 | 330 |

1. ↑  Een vetgedrukt getal geeft de hoogste notering aan.
2. ↑  2003 was het eerste jaar met een notering voor dit nummer.